# Schietsport op de Olympische Zomerspelen 1992
De schietsport is een van de sporten die beoefend werden tijdens de Olympische Zomerspelen 1992 in Barcelona.
Een van de deelnemende teams was het "Gezamenlijk team", bestaande uit sporters van voormalige Sovjet-republieken met uitzondering van de Baltische staten. Het team, dat was ontstaan door het uiteenvallen van de Sovjet-Unie in 1991, werd informeel het Gemenebest van Onafhankelijke Staten (GOS) genoemd. Het team droeg de naam "Equipe Unifiée", had de IOC-code "EUN" en voerde de olympische vlag. 

## Heren

### kleinkalibergeweer 50 m drie houdingen
| rang   | sporter           | land | score | finale | totaal |
| ------ | ----------------- | ---- | ----- | ------ | ------ |
| Goud   | Gratsja Petikjan  | EUN  | 1169  | 98.4   | 1267.4 |
| Zilver | Robert Foth       | USA  | 1169  | 97.6   | 1266.6 |
| Brons  | Ryohei Koba       | JPN  | 1171  | 94.9   | 1265.9 |
| 4      | Juha Hirvi        | FIN  | 1172  | 92.8   | 1264.8 |
| 5      | Harald Stenvaag   | NOR  | 1166  | 98.6   | 1264.6 |
| 6      | Rajmond Debevec   | SLO  | 1167  | 95.6   | 1262.6 |
| 7      | Peter Gabrielsson | SWE  | 1168  | 93.1   | 1261.1 |
| 8      | Zsolt Vári        | HUN  | 1164  | 94.6   | 1258.6 |

### kleinkalibergeweer 50 m liggend
| rang   | sporter           | land                    | score | finale | totaal |
| ------ | ----------------- | ----------------------- | ----- | ------ | ------ |
| Goud   | Lee Eun-chul      | KOR                     | 597   | 105.5  | 702.5  |
| Zilver | Harald Stenvaag   | NOR                     | 597   | 104.4  | 701.4  |
| Brons  | Stevan Pletikosić | Onafhankelijk deelnemer | 597   | 104.1  | 701.1  |
| 4      | Hubert Bichler    | GER                     | 598   | 103.1  | 701.1  |
| 5      | Michel Bury       | FRA                     | 597   | 103.0  | 700.0  |
| 6      | Juha Hirvi        | FIN                     | 597   | 102.5  | 699.5  |
| 7      | Peter Gabrielsson | SWE                     | 597   | 102.5  | 699.5  |
| 8      | Gratsja Petikjan  | EUN                     | 597   | 102.2  | 699.2  |

### luchtgeweer 10 m
| rang   | sporter          | land                    | score | finale | totaal |
| ------ | ---------------- | ----------------------- | ----- | ------ | ------ |
| Goud   | Joeri Fedkin     | EUN                     | 593   | 102.3  | 695.3  |
| Zilver | Franck Badiou    | FRA                     | 591   | 100.9  | 691.9  |
| Brons  | Johann Riederer  | GER                     | 590   | 101.7  | 691.7  |
| 4      | Jean-Pierre Amat | FRA                     | 590   | 101.6  | 691.6  |
| 5      | Goran Maksimović | Onafhankelijk deelnemer | 592   | 98.6   | 690.6  |
| 6      | Thomas Farnik    | AUT                     | 590   | 100.2  | 690.2  |
| 7      | Robert Foth      | USA                     | 590   | 99.4   | 689.4  |
| 8      | Chae Keun-bae    | KOR                     | 590   | 97.8   | 687.8  |

### vrij pistool 50 m
| rang   | sporter              | land | score | finale | totaal |
| ------ | -------------------- | ---- | ----- | ------ | ------ |
| Goud   | Konstantin Loekasjik | EUN  | 567   | 91     | 658    |
| Zilver | Wang Yifu            | CHN  | 565   | 92     | 657    |
| Brons  | Ragnar Skanåker      | SWE  | 566   | 91     | 657    |
| 4      | Darius Young         | USA  | 566   | 89     | 655    |
| 5      | Sorin Babii          | ROU  | 561   | 92     | 653    |
| 6      | István Ágh           | HUN  | 561   | 91     | 652    |
| 7      | Xu Haifeng           | CHN  | 565   | 87     | 652    |
| 8      | Tanjoe Kirjakov      | BUL  | 567   | 51     | 618    |

### luchtpistool 10 m
| rang   | sporter         | land | score | finale | totaal |
| ------ | --------------- | ---- | ----- | ------ | ------ |
| Goud   | Wang Yifu       | CHN  | 585   | 99.8   | 684.8  |
| Zilver | Sergej Pyzjanov | EUN  | 584   | 100.1  | 684.1  |
| Brons  | Sorin Babii     | ROU  | 586   | 98.1   | 684.1  |
| 4      | Xu Haifeng      | CHN  | 583   | 98.5   | 681.5  |
| 5      | Sakari Paasonen | FIN  | 582   | 98.1   | 680.1  |
| 6      | Jerzy Pietrzak  | POL  | 582   | 98.1   | 680.1  |
| 7      | Tanjoe Kirjakov | BUL  | 583   | 96.7   | 679.7  |
| 8      | Robert Di Donna | ITA  | 581   | 97.5   | 678.5  |

### snelvuurpistool 25 m
| rang   | sporter              | land | score | halve finale | finale | totaal |
| ------ | -------------------- | ---- | ----- | ------------ | ------ | ------ |
| Goud   | Ralf Schumann        | GER  | 594   | 195          | 96     | 885    |
| Zilver | Afanasijs Kuzmins    | LAT  | 590   | 195          | 97     | 882    |
| Brons  | Vladimir Vokhmianin  | EUN  | 590   | 196          | 96     | 882    |
| 4      | Krzysztof Kucharczyk | POL  | 590   | 193          | 97     | 880    |
| 5      | John McNally         | USA  | 587   | 194          |        | 781    |
| 6      | Miroslav Ignatjoek   | EUN  | 586   | 193          |        | 779    |
| 7      | Adam Kaczmarek       | POL  | 591   | 187          |        | 778    |
| 8      | Bernardo Tobar       | COL  | 587   | 189          |        | 776    |

### lopend schijf 10 m
| rang   | sporter           | land | score | finale | totaal |
| ------ | ----------------- | ---- | ----- | ------ | ------ |
| Goud   | Michael Jakosits  | GER  | 580   | 93     | 673    |
| Zilver | Anatoli Asrabajev | EUN  | 579   | 93     | 672    |
| Brons  | Luboš Račanský    | TCH  | 576   | 94     | 670    |
| 4      | Andrej Vassiljev  | EUN  | 576   | 91     | 667    |
| 5      | József Sike       | HUN  | 576   | 91     | 667    |
| 6      | Jens Zimmermann   | GER  | 578   | 89     | 667    |
| 7      | Kim Man-chol      | PRK  |       |        | 573    |
| 8      | Shu Qingquan      | CHN  |       |        | 573    |

## Dames

### kleinkalibergeweer 50 m drie houdingen
| rang   | sporter                 | land | score | finale | totaal |
| ------ | ----------------------- | ---- | ----- | ------ | ------ |
| Goud   | Launi Meili             | USA  | 587   | 97.3   | 684.3  |
| Zilver | Nonka Matova            | BUL  | 584   | 98.7   | 682.7  |
| Brons  | Małgorzata Książkiewicz | POL  | 585   | 96.5   | 681.5  |
| 4      | Éva Fórián              | HUN  | 582   | 97.5   | 679.5  |
| 5      | Suzana Skoko            | CRO  | 580   | 98.7   | 678.7  |
| 6      | Vessela Letsjeva        | BUL  | 581   | 97.0   | 678.0  |
| 7      | Sharon Bowes            | CAN  | 580   | 93.6   | 673.6  |
| 8      | Éva Joó                 | HUN  | 580   | 93.6   | 673.6  |

### luchtgeweer 10 m
| rang   | sporter                | land                    | score | finale | totaal |
| ------ | ---------------------- | ----------------------- | ----- | ------ | ------ |
| Goud   | Yeo Kab-soon           | KOR                     | 396   | 102.2  | 498.2  |
| Zilver | Vessela Letsjeva       | BUL                     | 396   | 99.3   | 495.3  |
| Brons  | Aranka Binder          | Onafhankelijk deelnemer | 393   | 102.1  | 495.1  |
| 4      | Dagmar Bílková         | TCH                     | 393   | 101.9  | 494.9  |
| 5      | Valentina Tsjerkassova | EUN                     | 394   | 100.6  | 494.6  |
| 6      | Lee Eun-ju             | KOR                     | 392   | 100.6  | 492.6  |
| 7      | Éva Fórián             | HUN                     | 392   | 100.4  | 492.4  |
| 8      | Mirjana Horvat         | BIH                     | 393   | 98.6   | 491.6  |

### sportpistool 25 m
| rang   | sporter              | land                    | score | finale | totaal |
| ------ | -------------------- | ----------------------- | ----- | ------ | ------ |
| Goud   | Marina Logvinenko    | EUN                     | 587   | 97     | 684    |
| Zilver | Li Duihong           | CHN                     | 586   | 94     | 680    |
| Brons  | Munkhbayar Dorjsuren | MGL                     | 584   | 95     | 679    |
| 4      | Mirela Skoko         | CRO                     | 578   | 99     | 677    |
| 5      | Nino Saloekvadze     | EUN                     | 583   | 93     | 676    |
| 6      | Jasna Šekarić        | Onafhankelijk deelnemer | 583   | 93     | 676    |
| 7      | Lynne-Marie Freh     | AUS                     | 581   | 94     | 675    |
| 8      | Julita Macur         | POL                     | 578   | 96     | 674    |

### luchtpistool 10 m
| rang   | sporter                | land                    | score | finale | totaal |
| ------ | ---------------------- | ----------------------- | ----- | ------ | ------ |
| Goud   | Marina Logvinenko      | EUN                     | 387   | 99.4   | 486.4  |
| Zilver | Jasna Šekarić          | Onafhankelijk deelnemer | 389   | 97.4   | 486.4  |
| Brons  | Maria Grozdeva         | BUL                     | 383   | 98.6   | 481.6  |
| 4      | Wang Lina              | CHN                     | 381   | 98.7   | 479.7  |
| 5      | Chris Kajd             | SWE                     | 381   | 97.9   | 478.9  |
| 6      | María Fernández Julián | ESP                     | 382   | 96.5   | 478.5  |
| 7      | Daniela Dumitrescu     | ROU                     | 381   | 97.1   | 478.1  |
| 8      | Mirosława Sagun        | POL                     | 381   | 96.8   | 477.8  |

## Open

### trap
| rang   | sporter            | land | score | finale | totaal |
| ------ | ------------------ | ---- | ----- | ------ | ------ |
| Goud   | Petr Hrdlička      | TCH  | 195   | 24     | 219    |
| Zilver | Kazumi Watanabe    | JPN  | 195   | 24     | 219    |
| Brons  | Marco Venturini    | ITA  | 195   | 23     | 218    |
| 4      | Jörg Damme         | GER  | 195   | 23     | 218    |
| 5      | Pavel Kubec        | TCH  | 196   | 22     | 218    |
| 6      | Jay Waldron        | USA  | 195   | 22     | 217    |
| 7      | José Bladas Torras | ESP  |       |        | 194    |
| 8      | Zhang Bing         | CHN  |       |        | 194    |

### skeet
| rang   | sporter                      | land | score | finale | totaal |
| ------ | ---------------------------- | ---- | ----- | ------ | ------ |
| Goud   | Zhang Shan                   | CHN  | 200   | 23     | 223    |
| Zilver | Juan Giha Yarur              | PER  | 198   | 24     | 222    |
| Brons  | Bruno Rossetti               | ITA  | 198   | 24     | 222    |
| 4      | Ioan Toman                   | ROU  | 198   | 24     | 222    |
| 5      | José María Colorado González | ESP  | 199   | 23     | 222    |
| 6      | Matthew Dryke                | USA  | 198   | 23     | 221    |
| 7      | Luca Scribani Rossi          | ITA  |       |        | 197    |
| 8      | Eric Swinkels                | NED  |       |        | 197    |

## Medaillespiegel
| rang   | land                              | goud | zilver | brons | totaal |
| ------ | --------------------------------- | ---- | ------ | ----- | ------ |
| 1      | Gezamenlijk team                  | 5    | 2      | 1     | 8      |
| 2      | China                             | 2    | 2      | 0     | 4      |
| 3      | Duitsland                         | 2    | 0      | 1     | 3      |
| 4      | Zuid-Korea                        | 2    | 0      | 0     | 2      |
| 5      | Verenigde Staten                  | 1    | 1      | 0     | 2      |
| 6      | Tsjecho-Slowakije                 | 1    | 0      | 1     | 2      |
| 7      | Bulgarije                         | 0    | 2      | 1     | 3      |
| 8      | Onafhankelijk olympisch deelnemer | 0    | 1      | 2     | 3      |
| 9      | Japan                             | 0    | 1      | 1     | 2      |
| 10     | Frankrijk                         | 0    | 1      | 0     | 1      |
| 10     | Letland                           | 0    | 1      | 0     | 1      |
| 10     | Noorwegen                         | 0    | 1      | 0     | 1      |
| 10     | Peru                              | 0    | 1      | 0     | 1      |
| 14     | Italië                            | 0    | 0      | 2     | 2      |
| 15     | Mongolië                          | 0    | 0      | 1     | 1      |
| 15     | Polen                             | 0    | 0      | 1     | 1      |
| 15     | Roemenië                          | 0    | 0      | 1     | 1      |
| 15     | Zweden                            | 0    | 0      | 1     | 1      |
| totaal | totaal                            | 13   | 13     | 13    | 39     |